# John Clellon Holmes
John Clellon Holmes est un romancier, essayiste et poète américain, né le 12 mars 1926 à Holyoke au Massachusetts et mort d'un cancer à l'âge de 62 ans le 30 mars 1988, à Middletown dans le Connecticut. Il fut également enseignant à l’université de l’Arkansas et anima à la fin de sa vie des conférences et ateliers à Yale et à l’université Brown.

## Carrière
C’était un ami proche des membres du mouvement littéraire Beat Generation, notamment Jack Kerouac, Allen Ginsberg, Neal Cassady, Herbert Huncke et Bill Cannastra. Il fut le premier en 1952 à populariser le terme dans le grand public à travers son roman GO et l’article paru dans le New York Times quelque temps après sa publication, le 16 novembre, « This is the Beat Generation ». De par son style littéraire moins expérimental et son mode de vie plus rangé, Holmes baptisé quelquefois « The Quiet Beat » n’a jamais été considéré comme un membre à part entière de la Beat Generation, lui-même ne le souhaitant d’ailleurs pas. Il en fut toutefois le premier témoin lucide et actif. Souhaitant témoigner de l’importance des changements en cours dans la jeunesse américaine de l’après-guerre, il donna à la Beat Generation une visibilité et une dimension générationnelle avant même que ses principaux auteurs n’aient publié. Il en fut en quelque sorte le théoricien. 
En 1958, Holmes publia un roman considéré comme capital sur le jazz, The Horn. La même année, il publia un article « The Philosophy Of the Beat Generation ». Cet article reprend les idées de celui de 1952 quant à la signification sociétale de la Beat Generation vu comme le symptôme d’une évolution générationnelle plus large dans le contexte d’effondrement des valeurs de l’après-guerre. Il porte toutefois moins fortement l’accent qu’en 1952 sur la dimension religieuse voir mystique du mouvement, pour l’ancrer dans la contestation sociale.

### Une amitié ambivalente avec Jack Kerouac
John Clellon Holmes rencontra Jack Kerouac en 1948 au cours d'une fête et devint rapidement son ami. Celui-ci l’introduisit alors auprès des autres membres de la Beat Generation dans sa période new-yorkaise. L’amitié qu’il entretint avec Kerouac ne se démentit jamais et il resta l’un des derniers avec Gary Snyder à entretenir des relations avec lui jusqu’à sa mort en 1969. Le mode de vie familial de Holmes, comparativement beaucoup plus rangé, offrit souvent à Kerouac l’occasion d’une pause ou d’une retraite passagère. 
Le point de vue de Kerouac sur Holmes est toutefois assez nuancé quant à ses travaux. En tant qu’écrivain, il le considérait comme bien meilleur que la plupart des auteurs contemporains mais largement inférieur aux véritables écrivains beat et à fortiori à lui-même. Sentiment qui fut renforcé par une certaine dose de jalousie, Holmes ayant publié GO au moment même où Sur la route était rejeté par tous les éditeurs. En de nombreuses occasions, il compare son travail à celui de Holmes pour montrer en quoi celui-ci restait éloigné de la spontanéité qu’il professait. 
C’est toutefois sur la vision de la Beat Generation que le différend était le plus profond. Dès 1952 et la publication de GO, Kerouac note que Holmes n’a pas saisi la dimension mystique du mouvement et qu’il s’en tient de ce fait à ses manifestations physiques et donc à ce qui pouvait passer pour un comportement anti-social. À la publication de l’article de 1958, Kerouac tenta de corriger cette image en publiant lui aussi un article intitulé « Contrecoup : la philosophie de la Beat Generation » dans la revue Esquire, sans convaincre vraiment. Allen Ginsberg ayant rappelé les deux amis à l’ordre, l’opposition ne s’envenima pas en querelle personnelle, comme cela fut le cas avec un autre commentateur de la Beat Generation, Kenneth Rexroth. Kerouac conserva toutefois une certaine rancœur à l’égard de son ami, qu’il accusait d’avoir « récupéré » le mouvement.